# Hypselothyrea bengalensis
Hypselothyrea bengalensis är en tvåvingeart som beskrevs av De och Gupta 1994. Hypselothyrea bengalensis ingår i släktet Hypselothyrea och familjen daggflugor. Inga underarter finns listade i Catalogue of Life.